# Sardagna
Sardagna est une frazione de Trente, dans la province autonome de Trente dans la région du Trentin-Haut-Adige dans le nord-est de l'Italie.